# B 타임의 정사
"B 타임의 정사"(An Affair At Time B)는 한국에서 제작된 이광섭 감독의 1991년 에로 영화이다. 김혜원 등이 주연으로 출연하였고 이준용 등이 제작에 참여하였다.

## 출연

### 주연
- 김혜원
- 강태기

## 기타
- 원작자: 이광섭
- 조명: 이억만